# Microregiunea Kalocsa
Microregiunea Kalocsa (în maghiară Kalocsai kistérség) a fost o microregiune statistică (kistérség) din județul Bács-Kiskun, Ungaria.
Cu o populație de 50.315 locuitori și o suprafață de 1.029,29 km2, aceasta a existat până în 2014, când în Ungaria, microregiunile ”kistérségek” au fost înlocuite de districte (járások).